# Aniak (Alaska)
Aniak es una ciudad situada en el área censal de Bethel en el estado estadounidense de Alaska. Según el censo de 2010 tenía una población de 501 habitantes.

## Demografía
Según el censo de 2010, Aniak tenía una población en la que el 20,4% eran blancos, 0,2% afroamericanos, 69,5% amerindios, 0,0% asiáticos, 0,0% isleños del Pacífico, el 0,2% de otras razas, y el 9,8% pertenecían a dos o más razas. Del total de la población el 1,2% eran hispanos o latinos de cualquier raza.

## Localidades adyacentes
El siguiente diagrama muestra a las localidades más próximas a Aniak.